# Rubén Olivera
Rubén Olivera (ur. 5 kwietnia 1983 w Montevideo) – urugwajski piłkarz występujący na pozycji ofensywnego pomocnika.

## Kariera klubowa
Rubén Olivera zawodową karierę rozpoczął w 2001 roku w Danubio FC, dla którego w 50 ligowych meczach strzelił 20 goli. Następnie przeniósł się do Włoch, gdzie podpisał kontrakt z Juventusem. W Serie A zadebiutował 19 kwietnia 2003 roku w zwycięskim 2:1 spotkaniu z Romą. W Juventusie Olivera był jednak rezerwowym i przez cały sezon 2002/2003 rozegrał 3 ligowe mecze. Kolejne rozgrywki spędził na wypożyczeniu w hiszpańskim Atlético Madryt, jednak tam również nie umiał wywalczyć sobie miejsca w podstawowym składzie.
Latem 2004 roku Olivera powrócił do Juventusu, który pod jego nieobecność został zdegradowany do drugiej ligi. W Serie B urugwajski zawodnik grywał już znacznie częściej. Zanotował 18 występów w ligowych rozgrywkach, jednak tylko 6 z nich rozpoczął jako podstawowy gracz swojego zespołu. Juventus awansował do Serie A, w której w sezonie 2005/2006 Olivera nie rozegrał żadnego spotkania. Latem został wypożyczony do Sampdorii, gdzie o miejsce na środku pomocy rywalizował z takimi graczami jak Gennaro Delvecchio, Sergio Volpi i Angelo Palombo. Olivera pełnił w Sampdorii rolę zmiennika rozgrywając łącznie 8 meczów w wyjściowym składzie i 12 w roli rezerwowego.
Po kolejnym powrocie do Juventusu sytuacja Olivery w ekipie „Starej Damy” nie uległa zmianie. W styczniu 2008 roku gracz został wypożyczony do CA Peñarol, a latem trafił do Genoi. Po zakończeniu sezonu działacze Juventusu ponownie wypożyczyli Oliverę do Peñarolu, a następnie sprzedali na stałe do Lecce.

## Kariera reprezentacyjna
W reprezentacji Urugwaju Olivera zadebiutował 22 lipca 2001 roku w wygranym 1:0 pojedynku Copa América przeciwko Kostaryce, kiedy to trenerem zespołu był Juan Ramón Carrasco. W kadrze narodowej grał do 2005 roku.